# Distinguished Gentleman’s Ride
Der Distinguished Gentleman’s Ride (DGR) ist ein seit 2012 jährlich weltweit stattfindender Event für Motorradfahrer. Obwohl er Gentleman’s Ride genannt wird, ist es offen für alle Geschlechter.

## Zweck
Ziel ist es, die Wahrnehmung von Motorradfahrern positiv zu beeinflussen und (seit 2013) die Förderung der Prostatakrebsforschung (Prävention und Behandlung), seit 2017 auch bezüglich Suizid. Der DGR wurde 2012 von Mark Hawwa aus Sydney/Australien gegründet, inspiriert von einem Foto Don Drapers (einer Figur aus der TV-Serie Mad Men) in einem Anzug auf einem klassischen Motorrad.
Es geht darum, in betont „feiner“ Kleidung und klassischen Motorrädern aufzutreten. Die Teilnehmer tragen beispielsweise Monokel, Schnurrbärte (in der Regel angeklebt), seidene Westen, Tweedanzüge oder -kostüme. Es wird von ihnen erwartet, dass sie sich bester Manieren befleißigen. Die Motorräder sind in der Regel Cafe Racer, Bobber, klassische oder Retro-Maschinen, Scrambler oder stark umgebaute Motorräder (Custombikes) aller Art. Die Teilnahme ist kostenfrei, allerdings wird von den Teilnehmern erwartet, dass sie versuchen, durch Sponsoren Geld zu sammeln.
Die Distinguished Gentleman’s Ride wird u. a. vom Motorradhersteller Triumph Motorcycles, den Musikern Ronan Keating und Redfoo sowie dem Komiker Vic Reeves unterstützt.

## Ergebnisse
- 2012 nahmen über 2.500 Fahrer in 64 Städten teil. Der Erfolg brachte die Organisatoren darauf, die Aktion in Zukunft für einen guten Zweck zu nutzen.
- 2013 nahmen über 11.000 Fahrer in 145 Städten teil und sammelten über 277.000 US$ für die Förderung der Prostatakrebsforschung.
- 2014 haben 20.000 Fahrer in über 250 Städten in 56 Ländern[5] knapp 1,5 Millionen US$ gesammelt.
- 2015 haben 37.000 Fahrer in über 400  Städten in 79 Ländern mehr als 2,3 Millionen US$ gesammelt.[6]
- 2016 haben 57.088 Fahrer in über 505 Städten in 79 Ländern mehr als 3,6 Millionen US$ gesammelt.
- 2017 haben schon vor dem Sprintende am 8. Oktober etwa 90.000 aktive Teilnehmer in 581 Städten und 95 Ländern 4,5 Millionen US$ erzielt (offizielle Mitteilung nach der letzten Fahrt).
- 2019 nahmen über 114.000 Teilnehmer über 5 Millionen Euro für Krebsforschung und Gesundheitsprävention ein[7]

## Termin
Der Gentleman’s Ride findet am letzten Sonntag im September statt. Zum 10-jährigen Jubiläum 2021 wechselte die Veranstaltung von September auf Mai.
| Jahr | Datum     | Anzahl registrierter Fahrer |
| ---- | --------- | --------------------------- |
| 2012 | 30. Sept. | 02.500                      |
| 2013 | 29. Sept. | 11.000                      |
| 2014 | 28. Sept. | 20.000                      |
| 2015 | 27. Sept. | 37.262                      |
| 2016 | 25. Sept. | 57.088                      |
| 2017 | 24. Sept. | 92.000                      |
| 2018 | 30. Sept. |                             |
| 2019 | 29. Sept. |                             |
| 2020 | 27. Sept. |                             |
| 2021 | 23. Mai   |                             |
| 2022 | 22. Mai   |                             |